# Neophema petrophila
Il pappagallo di roccia (Neophema petrophila (Gould, 1841)) è un uccello della famiglia degli Psittaculidi originario delle regioni meridionali e sud-occidentali dell'Australia.

## Descrizione

### Dimensioni
Misura circa 22 cm di lunghezza, per un peso di 47-54 g.

### Aspetto
I pappagalli di roccia hanno il poco invidiabile onore di essere tra i pappagalli che posseggono uno dei piumaggi più scialbi. Questi uccelli tozzi e paffuti, infatti, presentano una colorazione costituita da un misto di bruno-oliva verdastro e di giallo, con una piccola e caratteristica punta di blu su faccia e fronte.
Sulla fronte, la fascia blu scuro che sovrasta l'occhio è leggermente contornata di celeste, colore che si estende anche alle redini e alla regione perioculare. Il resto della testa e le parti superiori presentano uno scialbo colore bruno-oliva che è sfumato di grigio sul petto e si fonde perfettamente con il giallo poco vistoso delle parti inferiori. La parte superiore delle copritrici esterne e delle secondarie presenta i bordi di colore celeste. Le copritrici primarie e i margini esterni delle remiganti sono invece di colore blu scuro. La coda è bluastra con punte laterali gialle.
La femmina presenta un piumaggio ancora più monotono del maschio. Gli esemplari immaturi sono privi della fascia frontale blu. Loro unico ornamento caratteristico è un anello oculare biancastro.

### Voce
I pappagalli di roccia producono degli zit-zit, dei sit-tee o degli tsi-tseet ripetuti e rapidi quando fuggono volando precipitosamente. Il loro volo ricorda sotto molti aspetti quello del lorichetto capoviola (Parvipsitta porphyrocephala). Questi uccelli piuttosto discreti producono anche dei titter-titter quando si alimentano.

## Biologia
Talvolta, quando vi è abbondanza di cibo, questi uccelli formano grandi assembramenti sul terreno. Tuttavia, come la maggior parte dei loro congeneri, possono essere difficili da vedere fino a quando non si alzano in volo non appena percepiscono un qualche pericolo. Il loro piumaggio non è impermeabile ed è spesso impregnato d'acqua, caratteristica che conferisce loro una sfumatura più scura. Dal momento che i pappagalli di roccia utilizzano le stesse tane delle berte cuneate, le due specie presentano a volte le stesse abitudini e le stesse parate nuziali, comprese le offerte rituali di cibo alla partner.

### Alimentazione
I pappagalli di roccia sono soprattutto vegetariani. Preferiscono nutrirsi di semi di piante coltivate, di frutti e di una grande varietà di piante erbacee. Mangiano anche giovani germogli, arbusti e piante tolleranti ad ambienti salini. Dedicano alla ricerca del cibo le prime ore del mattino e il tardo pomeriggio.

### Riproduzione
I pappagalli di roccia si riproducono da agosto a dicembre, talvolta anche in febbraio. Occasionalmente possono deporre una seconda covata. Il nido è situato nella fessura di una falesia poco elevata, della facciata di un edificio o di una sporgenza rocciosa. Negli ultimi anni, questi uccelli hanno preso l'abitudine di nidificare su piccole isole calcaree: il foro d'ingresso è spesso nascosto dietro una cortina di vegetazione. In un luogo molto particolare, gli ingressi abbandonati della tana di una berta cuneata (Ardenna pacifica) sono stati utilizzati come accesso al sito. In un altro caso ancora, i pappagalli hanno usurpato il nido ancora occupato di un uccello delle tempeste facciabianca (Pelagodroma marina).
La covata comprende 4 o 5 uova che vengono covate per circa 18 giorni. I pulcini sono nidicoli e rimangono nel nido per i primi 30 giorni.

## Distribuzione e habitat
I pappagalli di roccia sono endemici della costa occidentale e meridionale dell'Australia. Il loro areale è diviso in due parti distinte situate su entrambi i lati della Grande Baia Australiana. La popolazione occidentale occupa le coste dell'Australia Occidentale da Denham a Cape Arid. La popolazione orientale occupa la costa dell'Australia Meridionale che va da Port Lincoln fino ai dintorni di Adelaide. Le due popolazioni non presentano differenze molto marcate e formano dunque una specie monotipica.
I pappagalli di roccia frequentano le dune costiere, le mangrovie, le paludi salmastre e le zone arbustive con presenza di piante di atriplice (Atriplex). Visitano anche il litorale, dove piccoli fiumi sfociano negli estuari.
Amano molto i boschetti di casuarina, le sponde degli stagni salmastri, gli habitat costieri e le isolette rocciose dove i loro nidi sono meno soggetti alla predazione. Durante tutto l'anno, questi uccelli non si spostano mai lontano dal mare (non più di poche centinaia di metri).

## Tassonomia
Sebbene il consenso tra gli ornitologi non sia unanime, la International Ornithologists’ Union riconosce due sottospecie:
- N. p. petrophila (Gould, 1841), diffusa nella regione sud-occidentale dell'Australia Occidentale;
- N. p. zietzi (Mathews, 1912), diffusa nelle regioni centrali e occidentali dell'Australia Meridionale.

## Conservazione
Secondo Handbook of the Birds of the World, la specie non sarebbe minacciata a livello globale. Essa è anche generalmente comune. La sua assenza dalla regione della Grande Baia Australiana, apparentemente sorprendente, potrebbe essere attribuita alla mancanza di siti disponibili per la nidificazione. In questi luoghi, le zone rocciose sono in effetti molto limitate e i nidi scarsamente protetti non possono beneficiare di ghiaioni e crepacci per proteggersi dagli attacchi dei predatori. I pappagalli, di conseguenza, non considerano adatti questi luoghi. Preferiscono invece nidificare nelle isole al largo della costa, dove sono sicuri di non avere a che fare con ratti, volpi, gatti e varani.